# Rym
Rym – powtórzenie jednakowych lub podobnych układów brzmieniowych w zakończeniach wyrazów, zajmujących ustaloną pozycję w obrębie wersu (w poezji) lub zdania.
Rymy pełnią funkcję wierszotwórczą (wskazują koniec wersu, wzmacniają rytm, łączą wersy w strofy), instrumentacyjną (wpływają na kształt brzmieniowy utworu) i semantyczną (znaczeniową; uwypuklają znaczenia słów rymujących się). W poezji współczesnej rymy mają mniejsze znaczenie niż w tradycyjnej; w wielu zaś jej przejawach zupełnie nie występują.
Najbardziej skomplikowaną techniką rymowania jest tzw. sekwencja łańcuchowa – zakładająca zastosowanie nieprzerwanego ciągu następujących po sobie rymów, dopasowanych sylabicznie poprzez zdefiniowane „ogniwo”, czyli samogłoski o nich decydujące wedle wybranej formy. W tym miejscu oczywiste jest, że forma i treść sekwencji musi być zarówno gramatyczna, adekwatna stylistycznie, jak i – co najważniejsze – merytorycznie prawidłowa: musi tworzyć założony kontekst – logiczną, spójną i zrozumiałą językowo całość. 

## Rodzaje rymów
Podział ze względu na przestrzeń akcentującą:
- męskie (oksytoniczne) – oparte na akcencie oksytonicznym, właściwe wierszowi sylabotonicznemu, jak zew – krew;
- żeńskie (paroksytoniczne) – posługujące się akcentem paroksytonicznym, nieodłączne od wiersza sylabicznego, np. woda – uroda;
- daktyliczne (proparoksytoniczne) – w języku polskim rzadkie, związane z akcentem proparoksytonicznym: zakochać się – rozszlochać się, metafizyka – ryzyka;
- bogate – charakteryzują się nagromadzeniem współbrzmień spółgłoskowych, np. „piąstkom – cząstkom”;
- ubogie – nie mają wielu współbrzmień, np. „te – swe, mi – śni”;
- głębokie (pogłębione) – obszar współdźwięczności wychodzi poza granice ustalone przez miejsce akcentowanej samogłoski; są równocześnie rymami bogatymi, np. „łabędzie – tak będzie”;
- dokładne (pełne, ścisłe) – utrzymują pełną identyczność głoskową na obszarze współdźwięczności;
- niedokładne – nie operują identycznością głosek w obrębie obszarów rymowych, np. „Wietnamu – baru”, „pokochali – tekstyliami”;
- składane – ich przestrzeń rozciąga się poza granice pojedynczego wyrazu, np. „do dna – chłodna”;
- łamane – tworzą ekscentryczny efekt intonacyjno–semantyczny, są stylistycznie sfunkcjonalizowane (patrz: „Gdy się człowiek robi starszy” Tadeusza Boya-Żeleńskiego);
- przygodne – pojawiają się sporadycznie, np. „tyleż tędy co wszędy”;
- gramatyczne – utworzone z wyrazów, których współbrzmienie wynika z identyczności końcówek gramatycznych, np. „spotkałem – uściskałem”;
- niegramatyczne – utworzone z wyrazów należących do różnych kategorii gramatycznych, np. „świat cały – bez chwały”;
- banalne (oklepane, częstochowskie) – utworzone z wyrazów często zestawianych ze sobą w pozycjach rymowych, tworzą ciąg wyeksploatowanych skojarzeń, np. „dal – żal”, „ojczyzna – blizna”, „kochać – szlochać”;
- rzadkie (wyszukane, trudne) – przeciwieństwo rymów banalnych, charakteryzują się niezwykłością doboru wyrazów;
- egzotyczne – wprowadzają słowa obce, np. „sto – Peugeot”;
- homonimiczne – powtarzanie tych samych wyrazów, np. „stokroć – stokroć”;
- kalamburowe – ujawniają dwuznaczność wyrazów i więzi znaczeniowe, np. „bogiń – albo giń”;
- asonansowe – oparte na identyczności samogłoskowej, np. „plama – trawa”;
- konsonansowe – oparte na identyczności spółgłoskowej, np. „gong – gang”.
- wielokrotne - utworzone z wyrazów, bądź fraz, w których zakres współbrzmień obejmuje więcej, niż jedną akcentowaną sylabę, np. „gramy stale – szklany talerz”

## Rodzaje układów rymów
Podział ze względu na miejsce rymów w wierszu:
- końcowe – w zakończeniu wersu;
- początkowe (inicjalne);
- wewnętrzne – obejmujące wyrazy wewnątrz jednego wersu;
- zewnętrzne – obejmujące wyrazy zewnętrzne jednego wersu;
- parzyste (sąsiadujące) – dwa kolejne wersy, tzw. układ AABB;
- krzyżowe (przeplatane): np. w pierwszym i w trzecim wersie – układ ABAB;
- okalające – układ ABBA;
- monorymy – układ AAAA;
- nieregularne - wyrazy rymujące się nie tworzą żadnego układu.